# Aigües tranquil·les
Les aigües tranquil·les és una disciplina del piragüisme que consisteix a recórrer en aigües planes les competicions, les quals es disputen en dos tipus d'embarcacions, caiacs i canoes. Les aigües planes són llocs d'aigua on no hi ha cap mena de corrent. Les podem trobar en pantans, llacs o canals artificials construïts expressament.
Els homes poden competir en caiac (K-1, K-2, K-4) i en canoa (C-1, C-2, C-4). Encara que fa uns anys les dones només competien en caiac (K-1, K-2, K-4), ara competeixen també en canoa (C-1, C-2, C-4). Les competicions poden ser de Velocitat i de Fons. En Velocitat es competeix sobre les distàncies de 200, 500, i 1000 metres, aquestes competicions es duen a terme en camps de regates, cada embarcació recorre la distància determinada en un carrer perfectament delimitat per boies. Es realitzen sèries classificatòries, semifinals i finals. En Fons no es realitzen sèries classificatòries, tots els competidors ho fan alhora en un circuit de forma ovalada i en algunes ocasions es poden realitzar traginades, en què el piragüista ha de sortir de l'aigua cada cop que acaba una volta en el circuit, agafar la seva piragua i recórrer una distància corrent portant la piragua.